# Menetou-Couture
Menetou-Couture település Franciaországban, Cher megyében. Lakosainak száma 357 fő (2022. január 1.). Menetou-Couture Le Chautay, Garigny, Jouet-sur-l’Aubois, Marseilles-lès-Aubigny, Précy, Saint-Hilaire-de-Gondilly és Torteron községekkel határos.

## Népesség
A település népességének változása:
| Lakosok száma | 477  | 369  | 356  | 338  | 352  | 356  | 365  | 379  | 386  | 357  |
|               | 1968 | 1982 | 1990 | 2006 | 2013 | 2015 | 2017 | 2019 | 2020 | 2022 |